# Dreamer (canção de Alisa Kozhikina)
"Dreamer" (Sonhadora) foi a canção que representou a Rússia no Festival Eurovisão da Canção Júnior 2014, interpretada em Russo e Inglês por Alisa Kozhikina.
No final, classificou-se em 5º lugar (entre 16 países), com 96 pontos.